# Maisons-du-Bois-Lièvremont
Maisons-du-Bois-Lièvremont é uma comuna francesa na região administrativa de Borgonha-Franco-Condado, no departamento de Doubs. Estende-se por uma área de 15,79 km². Em 2010 a comuna tinha 833 habitantes (densidade: 52,8 hab./km²).